# パトリック・ショーベリ
パトリック・ショーベリ （Jan Niklas Patrik Sjöberg、1965年1月5日 - ）は、スウェーデンの陸上競技選手である。1984年ロサンゼルスオリンピックから3大会連続で男子走高跳においてメダルを獲得した選手である。ヴェストラ・イェータランド県イェーテボリ出身。
ショーベリは、1985年2月22日に、2m38の室内世界記録（当時）を樹立したが、この記録はそのわずか2日後にオリンピック金メダリストのディートマー・メーゲンブルクに破られてしまった。しかしその後、1987年2月に室内で2m41を記録し、再び世界記録保持者（当時）となった。
更に1987年6月には、屋外でもソ連のイゴール・パクリンが持っていた2m41の世界記録を破り、2m42の世界新記録（当時）を樹立した。この記録は、翌年にキューバのハビエル・ソトマヨルによって破られたものの、現在でも世界歴代3位でヨーロッパ記録である。
ショーベリは、2006年8月にイェーテボリのナイトクラブでコカイン所持の罪で逮捕されている。

## 主な実績
| 年   | 大会           | 場所                           | 種目   | 結果 | 記録 |
| ---- | -------------- | ------------------------------ | ------ | ---- | ---- |
| 1983 | 世界選手権     | ヘルシンキ(フィンランド)       | 走高跳 | 11位 | 2m23 |
| 1984 | オリンピック   | ロサンゼルス（アメリカ合衆国） | 走高跳 | 2位  | 2m33 |
| 1985 | 世界室内選手権 | パリ（フランス）               | 走高跳 | 1位  | 2m32 |
| 1987 | 世界選手権     | ローマ（イタリア）             | 走高跳 | 1位  | 2m38 |
| 1988 | オリンピック   | ソウル（韓国）                 | 走高跳 | 3位  | 2m36 |
| 1989 | 世界室内選手権 | ブダペスト（ハンガリー）       | 走高跳 | 3位  | 2m35 |
| 1992 | オリンピック   | バルセロナ（スペイン）         | 走高跳 | 2位  | 2m34 |
| 1993 | 世界室内選手権 | トロント（カナダ）             | 走高跳 | 2位  | 2m39 |

## 記録
- 走高跳（屋外）　2m42　（1987年6月30日、世界歴代3位）
- 走高跳（室内）　2m41　（1987年2月1日、世界歴代4位）